# Zamia nesophila
Zamia nesophila — вид голонасінних рослин класу Саговникоподібні (Cycadopsida).
Етимологія: Буквальний переклад видового епітету "острів люблячий" і вказує на схильність цього виду до острівного існування.

## Опис
Кущ або невелике дерево з деревоподібним стеблом до 2,8 м заввишки, 6–24 см в діаметрі, поодиноке, іноді розгалужене біля основи або вершини або обох. Листя довжиною 116—239 см, до 20 у кроні, складається з 5–12 пар листових фрагментів, які спочатку яскраво-зелені й голі, з віком стають глянсові середньо-зелені; черешок 27–113 см завдовжки, має середньо-зелений колір, листові фрагменти еліптичні, загострені, з краями пилчастими в першу чергу в дистальній третині; верхівкові довжиною 19–39 см, шириною 7–15 см, серединні завдовжки 25–38 см, шириною 6.5–10.5 см, при основі завдовжки 23.4–35.6 см, шириною 4–11.7 см. Пилкові шишки довжиною 8–16 см, 2–2,5 см в діаметрі, ростуть поодинці або групами по 2–5, від червонувато-золотисто- до коричнево-жовто-повстяних, від конічно-циліндричних до подовжено-конічно-циліндричної форми, з круглою загостреною верхівкою стерильних спорофіл. Насіннєві шишки довжиною 15–39 см, 4.5–10.4 см в діаметрі, поодинокі, коли молоді жовто-коричнево-повстяні, зрілі зелені або сіро-зелені, від жовто-коричневих до коричнево-повстяні, від циліндричних до циліндрично-кулястих, стаючи висячими в кінці терміну дозрівання. Насіння довжиною 1.9–2.8 см, 1,1–1,8 см діаметром, від яйцевидого до кулястого, 400 або більше в шишці; саркотеста яскраво-червона при дозріванні.

## Поширення, екологія
Ендемік Бокас-дель-Торо західної Панами, основним місцем проживання є гумусом покритий вапняний пісок або піщаний ґрунт серед пляжної рослинності. Вторинне середовище проживання складається з кислих, багатих гумусом ґрунтів у тропічних лісах невисоких, внутрішніх пагорбів деяких з островів. Перша ситуація приводить його в безпосередню близькість, і часто в реальний контакт з морською водою. Таким чином, це ще один з дуже небагатьох деревовидих замій, які, як відомо, дійсно терпимі до солоної води. Клімат тропічний і опади відносно постійні протягом усього року. У певний час року, сильні вітри створюють бурхливі морські умови, в результаті чого солоні бризки надходять в умови проживання, де ростуть ці рослини.

## Загрози та охорона
Сотні, а можливо тисячі рослин були зрубані і їх стовбури збирають місцеві жителі острова протягом багатьох років, великомасштабне руйнування середовища проживання по всьому ареалу є головною загрозою для цього виду. Загроза велика і продовжується в двох найбільших груп населення а руйнування від майбутньої курортної діяльності залишається серйозною загрозою. Крім того, принаймні, дві з невеликих популяцій були майже або повністю зруйновані кліринговою діяльністю, пов'язаною з новим житловим будівництвом на основні властивості берегової лінії. На основі великого руйнування довкілля й обмеженої площі розміщення, цей вид пропонується занести в список критично загрожених (CR) відповідно до найостаннішими категорій МСОП та критеріїв.